# Квитницкий, Леонид Викторович
Леони́д Ви́кторович Квитницкий (29 августа 1878 — 1918) — русский офицер, герой Первой мировой войны.

## Биография
Православный. Из дворян. Сын генерал-лейтенанта Виктора Ксенофонтовича Квитницкого, внук героя Отечественной войны, генерал-лейтенанта К. Ф. Квитницкого.
Окончил Пажеский корпус (1898), выпущен подпоручиком в Гвардейский стрелковый артиллерийский дивизион.
Чины: поручик (1902), штабс-капитан гвардии с переименованием в капитаны ГШ (1904), подполковник (1909), полковник (1913).
В 1904 году окончил Николаевскую академию Генерального штаба (по 1-му разряду).
Служил обер-офицером для особых поручений при штабе 14-го армейского корпуса (1905—1906) и старшим адъютантом штаба 10-й кавалерийской дивизии (1906—1907). В феврале—ноябре 1907 года исполнял должность заведующего передвижениями войск по железным дорогам и водным путям Иркутского района.
Затем служил старшим адъютантом штаба 1-й гренадерской дивизии (1907—1911). В 1908—1909 годах отбывал цензовое командование ротой в лейб-гвардии Измайловском полку. С 6 декабря 1911 года состоял штаб-офицером для поручений при штабе Московского военного округа. В 1913 году отбывал цензовое командование батальоном в лейб-гвардии Измайловском полку.
Участвовал в Первой мировой войне. На июль 1915 был начальником штаба 3-й гренадерской дивизии. Пожалован Георгиевским оружием
За то, что принимая энергичное участие в боевой операции дивизии 3-го и 4-го мая 1915 г., подвергая свою жизнь явной опасности, верной оценкой обстановки и своей самоотверженной деятельностью, способствовал удачным действиям дивизии и действительно содействовал в достижении цели, поставленной дивизии.
С 30 ноября 1915 командовал 12-м гренадерским Астраханским полком. В январе или феврале 1917 был назначен начальником штаба 4-й Заамурской пограничной пехотной дивизии. 25 сентября 1917 был отчислен от должности, за болезнью, с назначением в резерв чинов при штабе Московского военного округа.
В конце 1918 года был арестован и расстрелян.

## Награды
- Орден Святой Анны 3-й ст. (1906);
- Орден Святого Станислава 2-й ст. (1910);
- Орден Святой Анны 2-й ст. (1913);
- Георгиевское оружие (ВП 18.07.1915);
- Орден Святого Владимира 4-й ст. (1915).